# 臭氧化銣
臭氧化铷是铷的臭氧化物，化学式 RbO3。

## 制备
臭氧化铷可以由臭氧和氢氧化铷在液氨中反应而成。
{\displaystyle {\ce {6 RbOH + 4 O3 -> 4 RbO3 + 2 RbOH * H2O + O2}}}
它也可以由超氧化铷和臭氧反应而成。
{\displaystyle {\ce {RbO2 + O3 -> RbO3 + O2}}}

## 性质
臭氧化铷是一种在室温下分解的深红色固体。它是单斜晶系的，空间群 P21/c  (No. 14)，晶格参数 a = 645.2 pm、b = 602.2 pm、c = 876.3 pm、β = 122.34°（−20 °C 下测量）。臭氧化铷的阴阳离子排列类似氯化铯结构。臭氧化铷在低温下有另一种形态：α-RbO3，也是单斜晶系，空间群 P21 (No. 4)，晶格参数 a = 436.3 pm、b = 595.3 pm、c = 548.7 pm、β = 99.680°。 臭氧化铷加热分解成超氧化铷。